# DigiCube
DigiCube（日語：株式会社デジキューブ）是一间日本公司，于1996年2月6日作为软件开发商史克威尔的子公司建立，总部设于日本东京。DigiCube的最初目的是交易并出售史克威尔产品，其中多是知名电子游戏及相关媒体，包括玩具、书籍和光碟。DigiCube是销售者的批发商，并成为日本以便利店和自动贩卖机亭渠道销售电子游戏的先驱。
DigiCube在其巅峰1998年创下了8600万份，计468亿日元的销售纪录。然而在次年，其销量陡然下降。尽管在2003年早期，DigiCube持有者史克威尔已和前对手艾尼克斯合并，但公司已经负债约95亿日元。在宣布高度瞩目的《最终幻想XII》延期至2004年后（最终于2006年发行），2003年11月26日，DigiCube于在东京地方法院申请破产清算。

## 音乐发行
自1996年《Tobal No. 1原声音乐》发行以来，DigiCube出版了史克威尔及史克威尔艾尼克斯的游戏原声，其它公司的游戏原声，以及少量非游戏专辑。其最后发行的专辑是2003年的《钢琴选集 最终幻想VII》。随着DigiCube的歇业，计划出版的《前线任务4 Plus 1st原声音乐》中止发行，但其同多数DigiCube唱片一样，最后由史克威尔再版。

## Perfect Works
“Perfect Works”是由DigiCube出版的游戏相关丛书，其仅出版三本。第一本主题为《异度装甲》，1998年10月于日本出版。第二本主题为《沙加开拓者2》，第三本主题为《前线任务3》，两本皆出版于1999年。
丛书收录了插画、大事记，以及相关游戏的事件细节介绍。《异度装甲Perfect Works》更收录了游戏设定世界的详细信息，深入介绍了角色、生物、地理和历史设定，覆盖《异度装甲》的全部六章。

## Ultimania
“Ultimania”（“ultimate”（终极）和“minia”（狂热）的混成词）是原由DigiCube在日本发行的电子游戏丛书，其由Studio Bentstuff编著。尽管丛书以最终幻想系列资料为主，但亦有史克威尔艾尼克斯其他游戏的Ultimate攻略本出版，包括沙加系列、圣剑传说系列、《穿越时空》、《放浪冒险谭》和王国之心系列。除指导如何通关游戏外，攻略本主要集中于职员评论，原画设计，以及游戏情节、角色的延伸信息。在DigiCube破产后，史克威尔艾尼克斯自己直接出版该丛书。